# جمعية الهلال الأحمر (أذربيجان)
جمعية الهلال الأحمر في أذربيجان (بالأذربيجانيَّة: Azərbaycan Qızıl Aypara Cəmiyyəti؛ بالإنجليزية: Azerbaijan Red Crescent Society) هي جمعية خيرية تهتم بالطب والمساعدات الإنسانية، تأسست سنة 1920م ويقع مقرها الرسمي في العاصمة الأذربيجانية باكو.

## وصلات خارجية
- جمعية الصليب الأحمر أذربيجان نسخة محفوظة 20 ديسمبر 2016 على موقع واي باك مشين. (بالإنجليزية) (بالأذرية)
- جمعية الصليب والهلال الأحمر (بالإنجليزية) (بالفرنسية) (بالإسبانية) (بالعربية)